# Lee Jong-woo
Lee Jong-woo (koreanisch 이종우; * 7. Juli 1985) ist ein ehemaliger südkoreanischer Eisschnellläufer.

## Werdegang
Lee wurde im Jahr 2005 südkoreanischer Juniorenmeister im Kleinen-Vierkampf und holte bei den Juniorenweltmeisterschaften 2003 in Kushiro die Bronzemedaille sowie bei den Juniorenweltmeisterschaften 2004 in Roseville die Goldmedaille in der Teamverfolgung. Zudem kam er im Kleinen-Vierkampf auf die Plätze 11 und 19. In der Saison 2004/05 wurde er bei den Juniorenweltmeisterschaften 2005 in Seinäjoki Neunter im Kleinen-Vierkampf sowie Fünfter in der Teamverfolgung und gewann bei den Einzelstreckenasienmeisterschaften 2005 in Shibukawa die Silbermedaille über 1500 m. Zudem lief er dort auf den fünften Platz über 1000 m. In der Saison 2005/06 nahm er in Calgary erstmals am Eisschnelllauf-Weltcup teil, wobei er den zehnten Platz in der Teamverfolgung errang und belegte bei den Olympischen Winterspielen 2006 in Turin den 14. Platz über 1500 m. In der folgenden Saison lief er bei den Winter-Asienspielen 2007 in Changchun auf den 15. Platz über 1500 m sowie auf den sechsten Rang über 1000 m und holte dort bei den Einzelstreckenasienmeisterschaften 2007 jeweils die Silbermedaille über 1000 m und 1500 m. Im folgenden Jahr errang er bei den Einzelstreckenweltmeisterschaften in Nagano den 12. Platz über 1500 m und gewann bei den Einzelstreckenasienmeisterschaften in Shenyang die Silbermedaille über 1000 m sowie die Goldmedaille über 1500 m. 
In der Saison 2008/09 kam Lee mit fünf Top-Zehn-Platzierungen auf den neunten Platz in der Weltcupwertung über 1000 m und erreichte damit sein bestes Gesamtergebnis. Bei den Einzelstreckenweltmeisterschaften 2009 in Richmond errang er den 18. Platz über 1500 m und holte bei den Einzelstreckenasienmeisterschaften 2009 in Tomakomai die Silbermedaille über 500 m sowie die Goldmedaille über 1500 m. Außerdem wurde er dort Siebter über 1000 m. In der folgenden Saison belegte er bei den Olympischen Winterspielen 2010 in Vancouver den 22. Platz über 1500 m sowie den fünften Rang in der Teamverfolgung und gewann bei den Einzelstreckenasienmeisterschaften 2010 in Obihiro die Silbermedaille über 1500 m sowie die Goldmedaille über 1000 m. Zudem errang er dort den fünften Platz über 500 m. Seinen letzten Weltcup absolvierte er im Dezember 2011 in Heerenveen, welchen er in der B-Gruppe auf dem 14. Platz über 1000 m beendete.
Lee wurde dreimal südkoreanischer Meister über 1500 m (2005, 2007, 2008).

## Erfolge

### Olympische Spiele
- 2006 Turin: 14. Platz 1500 m
- 2010 Vancouver: 5. Platz Teamverfolgung, 22. Platz 1500 m

### Einzelstrecken-Weltmeisterschaften
- 2008 Nagano: 12. Platz 1500 m
- 2009 Richmond: 18. Platz 1500 m

### Asienmeisterschaften
- 2005 Shibukawa: 2. Platz 1500 m, 5. Platz 1000 m
- 2007 Changchun: 2. Platz 1500 m, 2. Platz 1000 m
- 2008 Shenyang: 1. Platz 1500 m, 5. Platz 1000 m
- 2009 Tomakomai: 2. Platz 1500 m, 2. Platz 500 m, 7. Platz 1000 m
- 2010 Obihiro: 1. Platz 1000 m, 2. Platz 1500 m, 5. Platz 500 m

### Winter-Asienspiele
- 2007 Changchun: 6. Platz 1000 m, 15. Platz 1500 m

## Persönliche Bestzeiten
| Disziplin | Zeit         | Datum              | Ort            |
| --------- | ------------ | ------------------ | -------------- |
| 500 m     | 35,82 s      | 11. Oktober 2008   | Calgary        |
| 1000 m    | 1:08,25 min  | 7. März 2009       | Salt Lake City |
| 1500 m    | 1:44,83 min  | 6. März 2009       | Salt Lake City |
| 3000 m    | 3:56,66 min  | 19. September 2009 | Calgary        |
| 5000 m    | 7:09,74 min  | 20. Dezember 2005  | Seoul          |
| 10000 m   | 15:14,60 min | 20. Dezember 2004  | Seoul          |